# Mordella brevistylis
Mordella brevistylis är en skalbaggsart som beskrevs av Liljeblad 1922. Mordella brevistylis ingår i släktet Mordella och familjen tornbaggar. Inga underarter finns listade i Catalogue of Life.